# Octotemnus pilosoceps
Octotemnus pilosoceps is een keversoort uit de familie houtzwamkevers (Ciidae). De wetenschappelijke naam van de soort werd in 2003 gepubliceerd door Kawanabe.